# عنف وحشي
العنف الوحشي عبارة عن عنف إزاحي موجه ضد نظراء الشخص وليس الخصوم الحقيقيين للشخص. وغالبًا ما يستخدم هذا التنظيم لشرح العنف بين الأقليات في الدول المتقدمة. أما أعضاء المجموعات ذات الأقلية العرقية ممن لهم وضع متدنٍ فيواجهون ضغوطًا أكبر. كما أنهم يحتمل مشاركتهم بشكل أكبر في ارتكاب الجرائم في الولايات المتحدة والمملكة المتحدة وفي أي مكان آخر. وفي أستراليا وكندا،  يتم النظر إلى العنف الوحشي بشكل كبير على أنه نمط يتم تعلمه بين الأجيال وعلى أنه مشكلة اجتماعية كبيرة في مجتمعات السكان الأصليين. في أستراليا، أوضحت استطلاعات الرأي أن ما يصل إلى 95% من الشباب من غير السكان الأصليين قد تعرضوا للعنف الوحشي في المنزل، وأن 95% من التنمر الذي يتعرض له السكان الأصليون تم على يد السكان غير الأصليين الآخرين.
وتشتمل المرادفات القريبة من هذا المصطلح على العنف الأفقي والصراع بين الأعراق والاستعمار الذاتي
وخارج الإطار العرقي، يستخدم هذا المصطلح كذلك لتفسير التنمر في مكان العمل، إلا أنه في تلك الحالة، تكون الظروف أكثر اختلافًا، بحيث أن اتحاد نساء السكان الأصليين في كندا ينظر إلى هذا الاستخدام على أنه خلط غير صحيح بين السيناريوهين. وهم يرون أن الصدمة بين الأجيال في مجال الاستعمار هو السبب الرئيسي للعنف الوحشي في مجتمعات السكان الأصليين.